# Petar Cvirn
Petar Cvirn (Zagreb, 1. rujna 1986.) je hrvatski televizijski, filmski i kazališni glumac.

## Filmografija

### Televizijske uloge
- "Prije negoli umremo" kao Stefan Dragić (2021.)
- "Crno-bijeli svijet" kao Goran Bregović (Bijelo dugme) (2015.)
- "Počivali u miru" kao inspektor #2 (2015.)
- "Larin izbor" kao Anastazijin zarucnik (2012.)
- "Ruža vjetrova" kao Filip Bedeniković (2011.)
- "Dolina sunca" kao Lovro Bukovac (2009. – 2010.)
- "Balkan Inc." kao Krešo Lisjak (2006.)

### Filmske uloge
- "Ko te šiša" kao nogometaš (2016.)
- "Poklon predsjednika Nixona" kao konobar (2014.)
- "Pola ure za baku" (2009.)
- "Sloboda od očaja" (2005.)
- "Snivaj, zlato moje" (2005.)
- "Ne dao Bog većeg zla" (2002.)

## Vanjske poveznice
- Petar Cvirn u internetskoj bazi filmova IMDb-u (engl.)